# Lista postaci i kreskówek Warner Bros.
Lista postaci i kreskówek Warner Bros.

## Zwariowane melodie(Looney Tunes/Merrie Melodies)

### Główni
- Królik Bugs (Bugs Bunny)
- Kaczor Daffy (Daffy Duck)
- Prosiak Porky (Porky Pig)
- Elmer Fudd
- Kot Sylwester (Sylvester the Cat)
- Kanarek Tweety (Tweety Bird)
- Wiluś E. Kojot i Struś Pędziwiatr (Wile E. Coyote and Road Runner)
- Kurak Leghorn (Foghorn Leghorn)
- Skunks Pepé Le Swąd (Pepé Le Pew)
- Yosemite Sam
- Speedy Gonzales
- Marsjanin Marwin (Marvin the Martian)
- Diabeł Tasmański (Tasmanian Devil)
- Babcia (Granny)

### Drugoplanowi
- Pies (The Barnyard Dawg)
- Rocky i Mugsy (Rocky and Mugsy)
- Jastrząbek Henry (Henery Hawk)
- Gossamer
- Kaczka Melissa (Melissa Duck)
- Świnka Petunia (Petunia Pig)
- Sylwester Junior (Sylvester, Jr.)
- Kangur Skoczek (Hippety Hopper)
- Żaba Michigan (Michigan J. Frog)
- Buldog Hektor (Hector the Bulldog)
- Sęp Szponek (Beaky Buzzard)
- Stuknięte Susły (Goofy Gophers)
- Żółw Cecyliusz (Cecil Turtle)
- Spike i Chester (Spike and Chester)
- Marek Antoniusz i Kocia Łapka (Marc Anthony and Pussyfoot)
- Wiedźma Hazel (Witch Hazel)
- Trzy miśki (The Three Bears)
- Hubie i Bertie (Hubie and Bertie)
- Kot Claude (Claude Cat)
- Smarkaś (Sniffles)
- Ralph Phillips
- Pies Charlie (Charlie Dog)
- Pete Puma
- Gniecior (Crusher)
- Count Blood Count
- Ralf Wilk i Owczarek Sam (Ralph Wolf and Sam Sheepdog)
- Jajogłowy Junior (Egghead Jr.)
- Fafuła Rodriguez (Slowpoke Rodriguez)
- K-9
- Blacque Jacque Shellacque
- Wstrętny Canasta (Nasty Canasta)
- Trykogrys (Cool Cat)
- Kotka Penelopa (Penelope Pussycat)
- Kura Prissy (Miss Prissy)
- Pingwin Playboy (Playboy Penguin)
- Żabot i Ciastello (Babbit i Catstello)
- Bosko
- Honey
- Królik Clyde (Clyde Rabbit)
- Buddy
- Goofisiek (Goopy Geer)
- Foxy
- Piggy
- Hatta Mari
- Willoughby
- Private Snafu
- Jose i Manuel (Jose and Manuel)
- Bunny i Claude
- Merlin, Magiczna Mysz i Drugoplanowiec (Merlin the Magic Mouse and Second Banana)
- Lis Quick Brown i Królik Rapid (Quick Brown Fox and Rapid Rabbit)
- Benny
- Kot Konrad (Conrad the Cat)
- Candy Croak
- Wściekle czerwony jeździec

### Postacie zkomiksówi programów TV
- Króliczka Honey (Honey Bunny)
- Wilk Wendal (Wendell T. Wolf)
- Digeri Dingo
- Daniel i Timothy Dziobaki (Daniel and Timothy Platypus)
- Króliczka Lola (Lola Bunny)
- Doktor I.Q. Wysoki (Dr. I.Q. Hi)
- Star Johnson
- Królowa Tyr'ahnee (Queen Tyr'ahnee)

## Kreskówki telewizyjne

### Przygody Animków(Tiny Toon Adventures)
- Królik Kinio (Buster Bunny)
- ...i Króliczka Kinia (Babs Bunny) – żadna rodzina! (No relation!)
- Kaczor Tasior (Plucky Duck)
- Prosiak Pucuś (Hamton J. Pig)
- Montana Max
- Elmirka Duff (Elmyra Duff)
- Diabeł Karuzel (Dizzy Devil)
- Sylwek Junior (Furrball)
- Kojot Lewusek (Calamity Coyote)
- Pędzik (Little Beeper)
- Gogo Dodo
- Ptasia (Sweetie Pie)
- Shirleyka (Shirley the Loon)
- Fifi la Fume
- Pitbull Arnold (Arnold the Pitbull)
- Kichaś (Lil' Sneezer)
- Kogut Fumek
- Konkord Kondor (Concord Condor)
- Robak Książkowy (Bookworm)
- Byron Basset
- Barky Marky
- Marysia Melodia

### Animaniacy(Animaniacs)
- Yakko, Wakko i Dot
- Strażnik Ralph (Ralph the Guard)
- Thaddeus Plotz
- Dr. Otto Psychoszajber (Dr. Otto Scratchansiff)
- Czołem Siostra (Hello Nurse)
- Pinky i Mózg (Pinky and the Brain)
- Wiewiórka Slappy (Slappy Squirrel)
- Wiewiórka Skippy (Skippy Squirrel)
- Wilk Walter (Walter Wolf)
- Mindy i Cekin (Mindy and Buttons)
- Czystepióra (The Goodfeathers)
- Rita i Runt
- Flavio i Marita
- Minerwa (Minerva Mink)
- Kurak Boo (Chicken Boo)
- Kasia Ka-Boom
- Pan Kostek (Mr. Skullhead)
- Dinozaur Baloney (Baloney the Dinosaur)
- Chomik Bałwan (Snowball the Hamster)

### Pozostałe produkcje
- Taz-Mania
- Przygody Sylwestra i Tweety (The Sylvester and Tweety Mysteries)
- Freakazoid!
- Histeria (Histeria!)
- Looney Tunes: Maluchy w pieluchach (Baby Looney Tunes) (lista postaci)
- Kaczor Dodgers (Duck Dodgers)
- Loonatics Unleashed